# Etničke grupe Egipta
Etničke grupe Egipta: 76,840,000 (UN Country Population; 2008)
- Adigejci 11,000
- Albanci, 
  - Toski	23,000	 govore toskijski
- Amhara	2,900
- Arabizirani Berberi,  1,504,000
- Arabizirani Nubi,  413,000
- Arapi (ne pripadaju nijednoj određenoj skupini) 150,000
- Armenci	10,000
- Baharia, Bahariya	23,000
- Beduini, Levantinski	933,000
- Bedža, Bedawi	75,000
- Britanci 14,000
- Egipatski Arapi, 43,392,000
- Francuzi 71,000
- Fur	3,100
- Grci	44,000
- Indopakistanci	3,800
- Kharga, Selima	26,000
- Kopti 4,000,000[2]
- Libanonski Arapi, 	119,000
- Libijski Arapi, 344,000
- Nijemci	23,000
- Nuba: nekoliko plemena
- Oromo, Tulama	2,900
- Palestinski Arapi, 	150,000
- Romi, 
  - Domari	248,000
  - Halebi	853,000
- Rusi	1,500
- Saidi Arapi, 	21,492,000
- Siwa	6,300
- Sudanski Arapi, 4,135,000
- Ta'izz-Adeni Arapi, 149,000
- Talijani 85,000
- Tuaregi, Alžirski 21,000
- Turci 38,000
- Zaljevski Arapi,  1,285,000
- Židovi, egipatski